# Gabiano
Pour les articles homonymes, voir Gabian.
Gabiano est une commune italienne de la province d'Alexandrie dans le Piémont en Italie.

## Administration
| Période                                  | Période | Identité | Étiquette | Qualité |
| ---------------------------------------- | ------- | -------- | --------- | ------- |
|                                          |         |          |           |         |
| Les données manquantes sont à compléter. |         |          |           |         |

### Hameaux
Piagera, Sessana

### Communes limitrophes
Camino, Cerrina Monferrato, Fontanetto Po, Mombello Monferrato, Moncestino, Palazzolo Vercellese, Villamiroglio